# Colobesthes falcata
Colobesthes falcata är en insektsart som först beskrevs av Gutrin-mtneville 1834.  Colobesthes falcata ingår i släktet Colobesthes och familjen Flatidae. Inga underarter finns listade i Catalogue of Life.